# برایان ولش
برایان فیلیپ ولش (به انگلیسی: Brian Phillip Welch) معروف به «هد» متولد ۱۹ ژوئن ۱۹۷۰، (۲۹ خرداد ۱۳۴۹) در تورانس، کالیفرنیا یک نوازنده آمریکایی گیتار در گروه کورن بود و در سال ۲۰۰۵ از گروه جدا شد تا حرفه انفرادی خود را دنبال کند و در ۲ مه ۲۰۱۳ به‌طور رسمی پیوستن مجدد او به گروه، اعلام شد.

## اوایل زندگی
برایان در بیکرزفیلد، کالیفرنیا بزرگ شد. او با بیشتر بچه‌ها متفاوت بود و در مدرسه مورد آزار و اذیت قرار می‌گرفت. موسیقی را دوست داشت و از طرفداران بزرگ آزی آزبورن بود.
در ابتدا، برایان به نواختن درام ابراز علاقه کرد، اما پدرش او را متقاعد کرد که گیتار بزند تا مجبور نباشد کیت درام را به اطراف ببرد.
او نواختن گیتار را در سن ۱۰ سالگی آغاز کرد. همچنین از اولین گیتار خود را در کتابش Save Me from Myself، با عنوان «شاید متال‌ترین گیتاری که تا به حال دیده‌اید» یاد کرد.
برایان در توصیف اینکه چگونه نام مستعار خود "Head" (سر) را به دست آورده، اظهار داشت: «بچه‌ها گفتند که سر من برای بدنم خیلی بزرگ به نظر می‌رسد و بنابراین شروع به صدا زدن من کردند "Head"»